# Herreys
Herreys, de vegades Herrey's o Herrey, és un grup de pop suec format pels tres germans Per Herrey (nascut el 9 d'agost de 1958), Richard Herrey (nascut el 19 d'agost de 1964) i Louis Herrey (nascut el 3 de novembre de 1966). Van guanyar per Suècia el Festival de la Cançó d'Eurovisió 1984 amb la cançó "Diggi-Loo Diggi-Ley". Richard i Louis Herrey es van convertir en els primers homes adolescents a guanyar Eurovisió i segueixen sent els guanyadors masculins més joves de la història, amb 19 anys i 260 dies i 18 anys i 184 dies respectivament. El 1985, van guanyar el Festival Internacional de la Cançó de Sopot amb "Sommarparty". Quan Herreys va guanyar Eurovisió, els germans vivien i treballaven com a cantants a Cleveland, Ohio, Estats Units. Herreys va continuar gravant i girant durant uns anys, però no va tenir èxits de la mateixa magnitud que el guanyador d'Eurovisió. Van ser la primera boyband europea que va precedir el boom internacional uns anys després. Herreys va ser el grup pop més venut a Suècia als anys vuitanta, i va tenir un gran èxit fent gires i actuant més de 300 espectacles en directe. Herreys també va ser la primera banda occidental convidada a fer una gira darrere del teló de ferro a la Unió Soviètica, i també va fer espectacles amb la gran estrella russa Alla Pugacheva.
Els tres germans es van reunir per interpretar "Diggi-Loo Diggi-Ley" a l'entreacte d'una de les semifinals sueques del Melodifestivalen de 2002. Richard Herrey va fer una aparició a Congratulations, un concert del 50è aniversari d'Eurovisió, celebrat a Copenhaguen, Dinamarca l'octubre de 2005. El febrer de 2006, Richard Herrey va publicar el seu primer àlbum en solitari, Jag e Kung. Van actuar als Greatest Hits del Festival de la Cançó d'Eurovisió, l'espectacle del 60è aniversari el 2015.

## Discografia

### Àlbums
- 1984: Diggi Loo, Diggi Ley
- 1985: Crazy People
- 1985: Not Funny
- 1986: Different I's
- 1987: Live in Tivoli
- 1994: Där vindarna möts
- 1995: Herreys Story
- 2002: Gyllene Hits
- 2010: The Greatest Hits

### Singles
- "Crazy people" / "I'm so sorry"
- "You" / "I see the love"
- "Kall som is" / "Mirror mirror"
- (núm. 18 a Suècia) (1984)
- "Diggi-Loo-Diggi-Ley" (1984)
- (#2 a Suècia, #5 a Noruega, #10 a Suïssa, #11 a Alemanya, #18 a Dinamarca, #46 al Regne Unit)
- "People say it's in the air" / "I'm so sorry"
- "Varje liten droppe regn" (EP)
- (núm. 11 a Suècia)
- "People from Ibiza" / "Sommarparty"
- (núm. 20 a Suècia)
- "Din telefon" / "Why Why"
- "Chinese Temptation" / "Sweet Love"
- "Freedom" / "Little Pretty Girl"
- "Min ensamma vrå" / "Livet i dig"
- "Öppna dina ögon" / "Hanna"
- "Här vill jag leva" / "Hon ger dig allt"